# Sozialistischer Wettbewerb

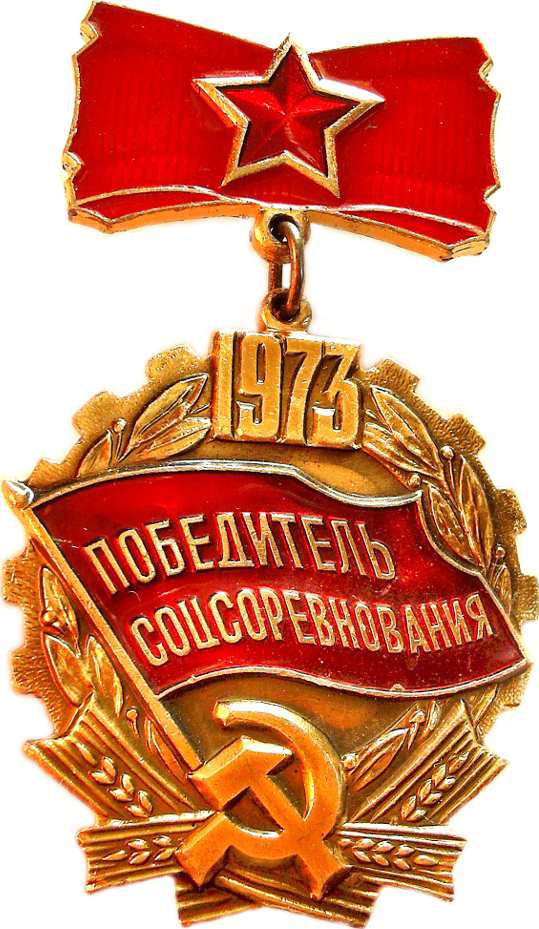
Gewinner des sozialistischen Wettbewerbs (1973).

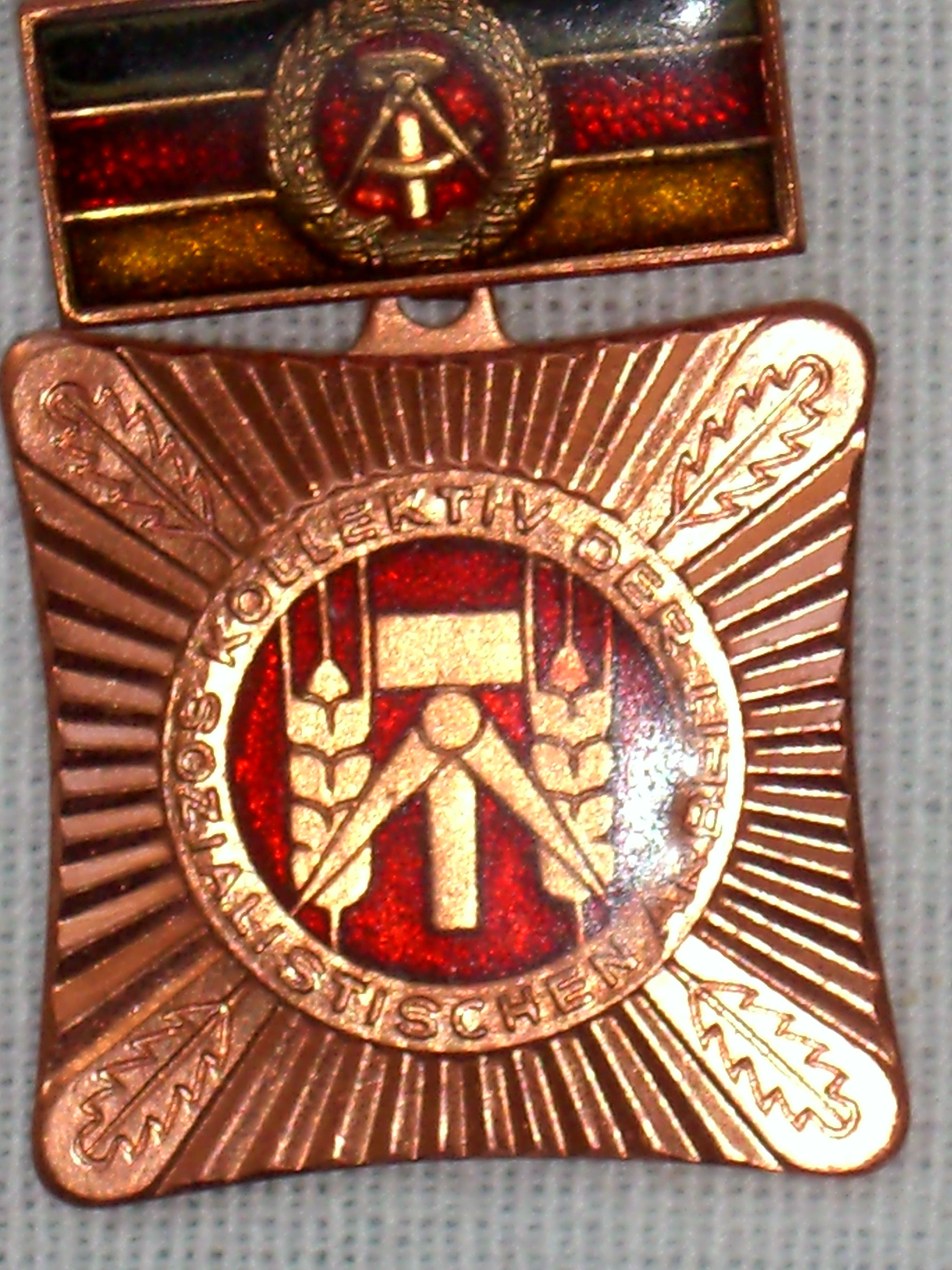
„Kollektiv der sozialistischen Arbeit“-Medaille der DDR (Rückseite: Sozialistisch Arbeiten, Lernen und Leben)

Der Sozialistische Wettbewerb (auch Wettbewerbsbewegung genannt) war in den realsozialistischen Staaten eine Kampagne zur Erhöhung der Arbeitsmotivation und zur Erfüllung oder Übererfüllung der Arbeitsnormen durch die Werktätigen.

## Allgemeines
„Sozialistischer Wettbewerb“ war kein Wettbewerb im Sinne der Marktwirtschaft. Zwei Zitate verdeutlichen den Unterschied: „Der Sozialismus schafft erstmalig die Möglichkeit, den Wettbewerb … wirklich im Massenumfang anzuwenden, die Mehrheit der Werktätigen wirklich auf ein Tätigkeitsfeld zu führen, auf dem sie sich hervortun, ihre Fähigkeiten entfalten, jene Talente offenbaren können, die das Volk, einem unversiegbaren Quell gleich, hervorbringt und die der Kapitalismus zu Tausenden und Millionen zertreten, niedergehalten und erdrückt hat“. „Während die Konkurrenz auf den Sieg des Stärkeren über den Schwächeren abzielt, ist der sozialistische Wettbewerb auf die kameradschaftliche Hilfe des Fortgeschrittenen gegenüber den Zurückbleibenden gerichtet, um einen allgemeinen Aufschwung, besonders auf wirtschaftlichem Gebiet, zu erzielen.“

## Rechtsgrundlage
In der DDR wurden die Rechtsgrundlagen des sozialistischen Wettbewerbs erstmals ausführlich im Gesetz der Arbeit (GdA) vom Mai 1950 festgelegt und stellten seither einen festen Bestandteil des Arbeitsrechts dar. Hierin wurde er noch „Wettbewerbsbewegung“ genannt, die von den Gewerkschaften organisiert und geführt wurde (§ 18 Abs. 1 GdA). Im Staatshaushalt der DDR wurden Prämien eingeplant, die zur Belohnung der einzelnen Arbeitspersonen („Held der Arbeit“, „Verdienter Aktivist“), der Arbeitsbrigaden („Brigade der besten Qualität“) und Betriebe ausgelobt wurden.
Nach § 34 Abs. 1 Arbeitsgesetzbuch der DDR vom Juni 1977 organisierten die Gewerkschaften „den sozialistischen Wettbewerb als umfassendsten Ausdruck des Schöpfertums der Werktätigen bei der Gestaltung der entwickelten sozialistischen Gesellschaft: Die Teilnahme am sozialistischen Wettbewerb ist für jedes Arbeitskollektiv und jeden Werktätigen eine ehrenvolle Verpflichtung.“ Damit wurde der sozialistische Wettbewerb zur Arbeitspflicht erhoben.
Ausgangspunkt waren die Volkswirtschaftspläne und Jahrespläne, die den FDGB ausdrücklich dazu verpflichteten, für deren Erfüllung oder Übererfüllung zu sorgen, indem er die Werktätigen zum sozialistischen Wettbewerb mobilisierte.

## Ziele
Als Kernaufgaben innerhalb des sozialistischen Wettbewerbs galten die Steigerung der Arbeitsproduktivität, die Kostensenkung der Selbstkosten, die Verbesserung der Produktqualität sowie der Arbeits- und Lebensbedingungen und die Rationalisierung und Intensivierung der Produktion durch wissenschaftlich-technische Innovationen.

## Operationaler Ablauf
Der sozialistische Wettbewerb wurde durch den Gewerkschaftsbund FDGB initiiert, vertreten durch die Betriebsgewerkschaftsleitung (BGL) in jedem Betrieb oder jeder Behörde. Beschlossen wurde das Wettbewerbsprogramm durch die Vertrauensleutevollversammlung der Gewerkschaft am Beginn jedes Planjahres.
Operationale Ziele waren die weitere Erhöhung der Produktqualität, eine verbesserte Effektivität der Grundfonds, die Verbesserung der Materialökonomie,
die rationellste Nutzung des Arbeitsvermögens, eine hocheffektive Verwirklichung der Investitionen, die Produktion qualitativ hochwertiger Konsumgüter, die planmäßige Verbesserung der Arbeitsbedingungen sowie eine Verbesserung von Betriebsordnung, Sicherheit und Disziplin im Betrieb.
Bei der Mehrheit der Kollektive, die um den Ehrentitel bzw. die jährliche Verteidigung des Titels „Kollektiv der sozialistischen Arbeit“ kämpften, gab es ergänzende Verpflichtungen im Rahmen des Kultur- und Bildungsplanes. Praktische Bedeutung hatten die Geldprämien, die auch für unpolitische Werktätige als wirksamer finanzieller Anreiz für die erfolgreiche Planerfüllung und gezielte Überbietung galten.
Einzuhalten waren die leninistischen Grundprinzipien des sozialistischen Wettbewerbs: Öffentlichkeit, Vergleichbarkeit/Messbarkeit und Wiederholbarkeit.
Eine Wettbewerbsmethode im Bereich des Kraftverkehrs in der DDR ab 1955 bis 1960 war die „100 000er-Bewegung“. Ziel war „das Schaffen der Voraussetzung zur größtmöglichen Ausnutzung des Transportraumes durch pfleglichen Umgang mit Fahrzeugen und sparsamsten Materialverbrauch“. Bei Erreichung von betriebsspezifischen Zielen (z. B. Reduzierung von Leerfahrten, Kraftstoffverbrauch, Reifenabnutzung) gab es Prämien für alle Beschäftigten eines Kollektivs.
Auch im Lokomotiven- und Werkstättendienst der DDR sollte in den 1950er Jahren die Arbeitsproduktivität durch Wettbewerbe erhöht werden. So mussten die Eisenbahner an der „250- und 500000er-Bewegung“ teilnehmen. Bei der „250er-Bewegung“ sollten je Tag und Lokomotive 250 Kilometer im Nahgüterzugdienst und bei der „500000er-Bewegung“ sogar 500 Kilometer mit 1000 Tonnen Zuglast geleistet werden. Diese Ziele stellten für die Eisenbahner eine große Herausforderung dar, weil für den Betrieb der Lokomotiven oftmals nur minderwertige Braunkohlebriketts und nicht aufbereitetes Kesselspeisewasser zur Verfügung standen.

## Ideologie
Der sozialistische Wettbewerb war ein Mittel sozialistischer Staaten, um Arbeitsmotivation und Arbeitsbewusstsein, und damit die Produktion, qualitativ und quantitativ zu erhöhen bzw. zu verbessern. Er sollte eine humanere Alternative zur klassischen Konkurrenz in kapitalistischen Systemen darstellen, welche das Prinzip kapitalistischen Wettbewerbs, „Niederlage und Tod der einen, Sieg und Herrschaft der anderen“, durch das Prinzip des sozialistischen Wettbewerbs, „Kameradschaftliche Hilfe der Fortgeschrittenen für die Zurückgebliebenen“, ersetze.